# Arcore
Arcore (lombardul: Arcur) település Olaszországban, Lombardia régióban, Monza e Brianza megyében. Lakosainak száma 17 825 fő (2023. január 1.). Arcore Biassono, Camparada, Concorezzo, Lesmo, Usmate Velate, Villasanta és Vimercate községekkel határos.

## Népesség
A település népességének változása:
| Lakosok száma | 17 800 | 17 941 | 17 916 | 17 825 |
|               | 2013   | 2017   | 2018   | 2023   |